# Есет (село)
Есет (каз. Есет, до 199? г. — Корколь) — село в Бейнеуском районе Мангистауской области Казахстана. Административный центр Есетского сельского округа. Находится примерно в 53 км к северо-западу от села Бейнеу, административного центра района. Код КАТО — 473641100.
В селе расположена платформа Казахстанских железных дорог.

## Население
В 1999 году население села составляло 797 человек (408 мужчин и 389 женщин). По данным переписи 2009 года в селе проживало 897 человек (461 мужчина и 436 женщин).

## Галерея
- Стела
- Вид села
- Вид села